# Frederik van Heilo
Frederik van Heilo (auch Friedrich von Heilo oder Fridericus de Heilo; * um 1400 in Heiloo; † 11. Oktober 1455 in Haarlem) war ein Mönch und Schriftsteller.

## Leben
Frederik van Heilos frühes Leben liegt weitgehend im Dunkeln. Es wird davon ausgegangen, dass sein Schreiben von der Schule Geert Grootes beeinflusst wurde. Er war zunächst als Donatus im Kloster der Windesheimer Chorherren Mariä Heimsuchung bei Haarlem tätig. Nach seiner Priesterweihe engagierte er sich als Beichtvater in den Klöstern von Warmond, Leiden und Beverwijk. Später zog er sich in Haarlem zurück.
Frederik van Heilo traf bei einer Rundreise durch die Niederlande 1451 auf den Kardinal Nikolaus von Kues, mit dem er darauffolgend einen Briefwechsel unterhielt.

## Schriften (Auswahl)
- Epistola contra pluralitatem confessorum et de regimine sororum, ohne Jahr und Ort.
- Epistola de modo et forma regendi sorores, ohne Jahr und Ort.
- De festivitatibus beatae Mariae Virginis, ohne Jahr und Ort.
- Sermones perutiles de tempore et de sanctis, ohne Jahr und Ort.
- Tractatus Insignis Contra pluralitatem Confessorum In Regimine Sororum, Omnium Sanctimonialium,... Köln, Kinck 1687.